# Neurotequeoma
O neurotequeoma (NT) é um tipo de tumor cutâneo benigno raro que geralmente se desenvolve na cabeça e no pescoço. Eles geralmente ocorrem na segunda e na terceira décadas de vida e tendem a afetar as mulheres com mais frequência do que os homens. Foi descrito pela primeira vez por Richard L. Gallager e Elson B. Helwig, que propuseram o termo para refletir a suposta origem da lesão na bainha nervosa. Microscopicamente, as lesões descritas se assemelhavam muito ao tumor “mixoma da bainha nervosa (NSM)”, uma entidade descrita pela primeira vez por Harkin e Reed. Este último foi, ao longo dos anos, descrito de várias formas como neurofibroma cutâneo, mixoma da bainha nervosa e neurofibroma paciniano.
Clinicamente, os neurotequeomas se apresentam como um nódulo solitário na pele. Os locais mais comuns de ocorrência são a cabeça e o pescoço e as extremidades. As lesões variam em tamanho de cerca de 0,5 cm a mais de 3 cm. A idade média do paciente é de cerca de 25 anos, mas os neurotequeomas podem ocorrer em qualquer idade. As mulheres são afetadas com cerca de duas vezes mais frequência; a proporção entre homens e mulheres é de aproximadamente 1:2.
Microscopicamente, o neurotequeoma consiste em agrupamentos ou fascículos estreitamente agregados de células fusiformes. Os fascículos podem ou não ter um fundo mixoide.
Desde a época de sua primeira descrição, foi relatado que os neurotequeomas provavelmente não são de origem da bainha nervosa, como o termo implica. Consequentemente, o neurotequeoma e o mixoma da bainha nervosa provavelmente não estão relacionados histogeneticamente, embora sejam semelhantes na aparência e no comportamento. Com base principalmente na quantidade de matriz mixoide presente, os neurotequeomas podem ter uma variedade de características histológicas, incluindo mixoide, celular ou mista. A variedade mixoide do neurotequeoma foi inadvertidamente incluída no mixoma da bainha nervosa devido à semelhança na apresentação clínica e na histologia. No entanto, parece que o neurotequeoma relatado por Barnhill e Mihm em 1990 é uma entidade separada e distinta do verdadeiro mixoma da bainha nervosa. Foi proposto que os neurotequeomas são derivados de células fibro-histiocíticas em vez da bainha do nervo periférico. Apesar de terem uma aparência histológica diferente, os neurotequeomas não respondem à proteína S100 [en], enquanto o mixoma da bainha nervosa responde (mixoide, misto ou celular).

## Diferença do mixoma da bainha nervosa
Um tumor neuroectodérmico [en] raro conhecido como mixoma benigno da bainha nervosa foi originalmente identificado em 1969. Por outro lado, uma variação celular conhecida como neurotequeoma foi caracterizada em 1980 por Gallager e Helwig. Posteriormente, era comum usar tanto o neurotequeoma quanto o mixoma da bainha nervosa de forma intercambiável. Em 2011, Sheth e colegas usaram a análise de microarranjo para distinguir entre neurotequeoma e mixoma da bainha nervosa com base na expressão genética das células. O mixoma da bainha nervosa é mais frequente entre jovens, sem preferência de gênero. Entre 30 e 40 anos de idade é quando a incidência atinge o pico. A cabeça e o pescoço raramente são afetados pelo tumor, que é mais comumente visto no membro superior. As mulheres jovens têm duas vezes mais probabilidade de apresentar neurotequeoma do que os homens, e ele geralmente afeta a cabeça e o pescoço em vez das mãos. Enquanto o neurotequeoma pode afetar as mulheres desde a infância até a velhice, com um pico de incidência por volta dos 20 anos, o mixoma da bainha nervosa tem um pico de incidência na quarta década.

## Características clínicas
As lesões geralmente são uma pápula ou nódulo subcutâneo singular em forma de cúpula, medindo menos de 2 cm, e podem ser da cor da pele, rosa a bronzeado ou vermelho a marrom. A maioria das lesões é assintomática, embora algumas possam apresentar dor à pressão. As lesões tendem a crescer lentamente e geralmente estão localizadas superficialmente, com raro envolvimento mais profundo da gordura subcutânea ou do músculo esquelético. A cabeça e o pescoço são os locais mais comuns, mas os neurotequeomas também podem ser observados no ombro ou nas extremidades superiores, enquanto o envolvimento da mucosa é raro.

## Tratamento
A excisão cirúrgica é o tratamento de escolha. Há relatos de neurotequeomas com características atípicas, o que gera preocupação quanto ao seu potencial de agressividade, embora a maioria desses tumores seja pequena (menos de 1 cm), tenha histologia relativamente branda, pouca ou nenhuma atipia [en] citológica e apenas uma extensão mínima para a gordura ou o músculo esquelético circundante. O tamanho clínico superior a 1 cm, o pleomorfismo e o aumento da atividade mitótica na citologia, a infiltração no músculo esquelético ou na gordura subcutânea e a invasão vascular são relatados como características incomuns. Apesar da presença de características incomuns, as taxas de recorrência documentadas após a excisão cirúrgica total são muito baixas.